# Station Beert-Bellingen
Het station Beert-Bellingen (Frans: Brages-Bellinghen) was een station op de Spoorlijn 94. Het lag net op het grondgebied van de gemeente Beert, op de grens met de gemeente Bellingen, vanwaar de dubbele naam. Het station is in 1984 gesloten; het gebouw is sindsdien afgebroken.
In het kader van het Gewestelijk ExpresNet werd een eventuele heropening als halte bestudeerd.

## Aantal instappende reizigers
De grafiek en tabel geven het gemiddeld aantal instappende reizigers weer op een week-, zater- en zondag.
| Tabel: aantal instappende reizigers station Beert-Bellingen | Tabel: aantal instappende reizigers station Beert-Bellingen | Tabel: aantal instappende reizigers station Beert-Bellingen | Tabel: aantal instappende reizigers station Beert-Bellingen |
|                                                             | Weekdag                                                     | Zaterdag                                                    | Zondag                                                      |
| ----------------------------------------------------------- | ----------------------------------------------------------- | ----------------------------------------------------------- | ----------------------------------------------------------- |
| 1977                                                        | 57                                                          | 16                                                          | 7                                                           |
| 1978                                                        | 54                                                          | 11                                                          | 5                                                           |
| 1979                                                        | 48                                                          | 10                                                          | 9                                                           |
| 1980                                                        | 52                                                          | 6                                                           | 4                                                           |
| 1981                                                        | 45                                                          | 11                                                          | 0                                                           |
| 1982                                                        | 30                                                          | 4                                                           | 0                                                           |
| 1983                                                        | 21                                                          | 8                                                           | 0                                                           |

0,0: Halle ·
5,1: Beert-Bellingen ·
7,2: Sint-Renelde ·
10,0: Bierk ·
15,4: Edingen ·
18,2: Mark ·
24,2: Zullik ·
26,0: Opzullik ·
27,4: Hellebecq ·
30,7: Meslin-l'Evêque ·
32,8: Isières ·
34,4: Lanquesaint ·
38,4: Aat ·
41,7: Villers-Notre-Dame ·
43,7: Ligne ·
47,5: Chapelle-à-Wattines ·
50,4: Leuze ·
53,5: Pipaix ·
56,0: Barry-Maulde ·
61,6: Havinnes ·
63,9: Havinnes-Village ·
68,5: Doornik ·
71,1: Froyennes ·
75,5: Blandain